# Thorunna kahuna
Thorunna kahuna is een zeenaaktslak die behoort tot de familie van de Chromodorididae. Deze slak komt enkel voor in de Grote Oceaan, voor de kust van Hawaï en de Midway-eilanden, op een diepte van 3 tot 5 meter.
De slak is paars gekleurd, met een donkerpaarse mantelrand. Over de rug lopen 2 donkerpaarse lijnen. De kieuwen en de rinoforen zijn oranje. Ze wordt, als ze volwassen is, zo'n 10 tot 16 mm lang. Ze voeden zich met sponzen.